# Segregara
Segregara is een geslacht van spinnen uit de  familie van de Idiopidae (Valdeurspinnen).

## Soorten
- Segregara abrahami (Hewitt, 1913)
- Segregara paucispinulosa (Hewitt, 1915)
- Segregara transvaalensis (Hewitt, 1913)